# Arquitectura vernácula de los Cárpatos

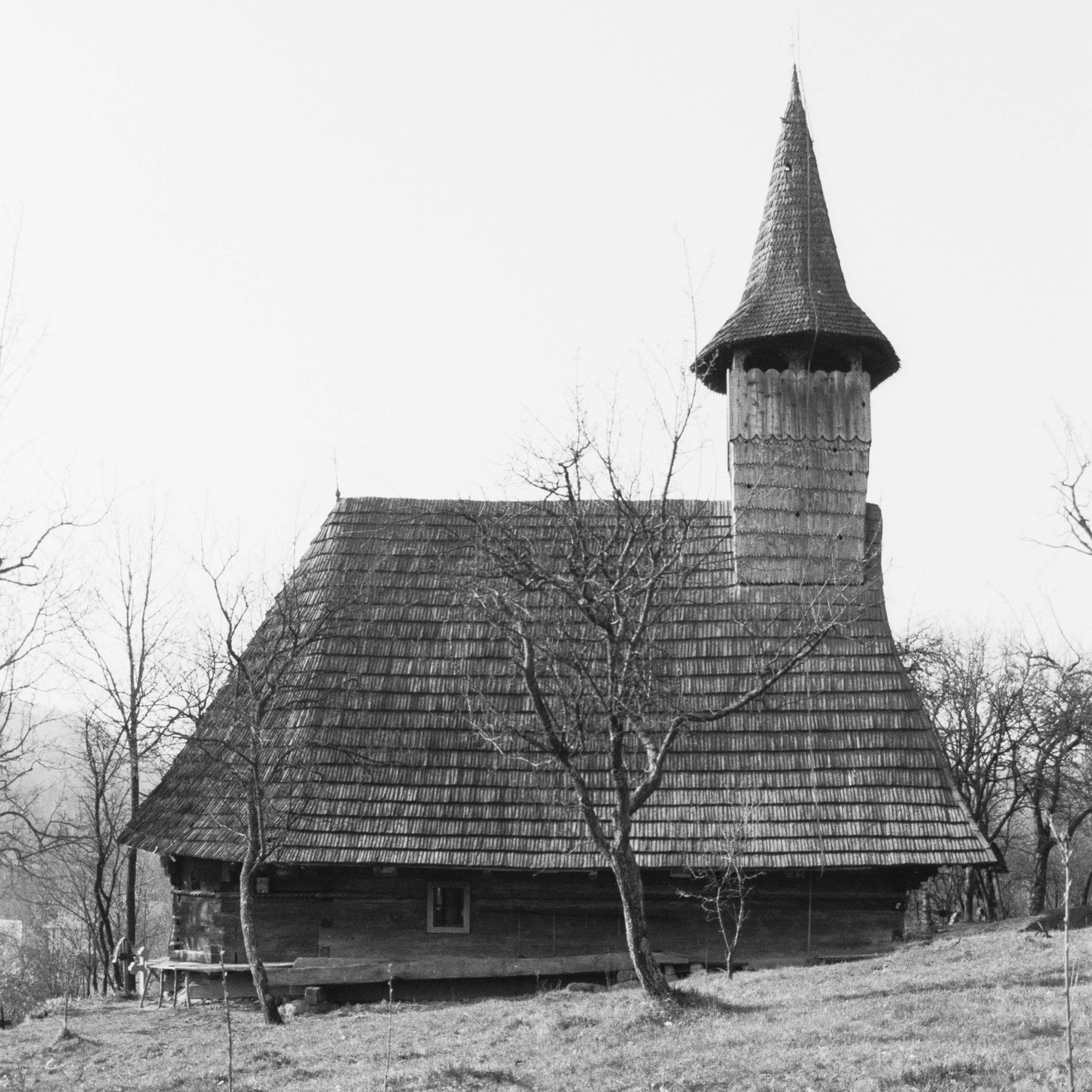
Iglesia de Sârbi Susani, una de las iglesias de madera de Maramureş.

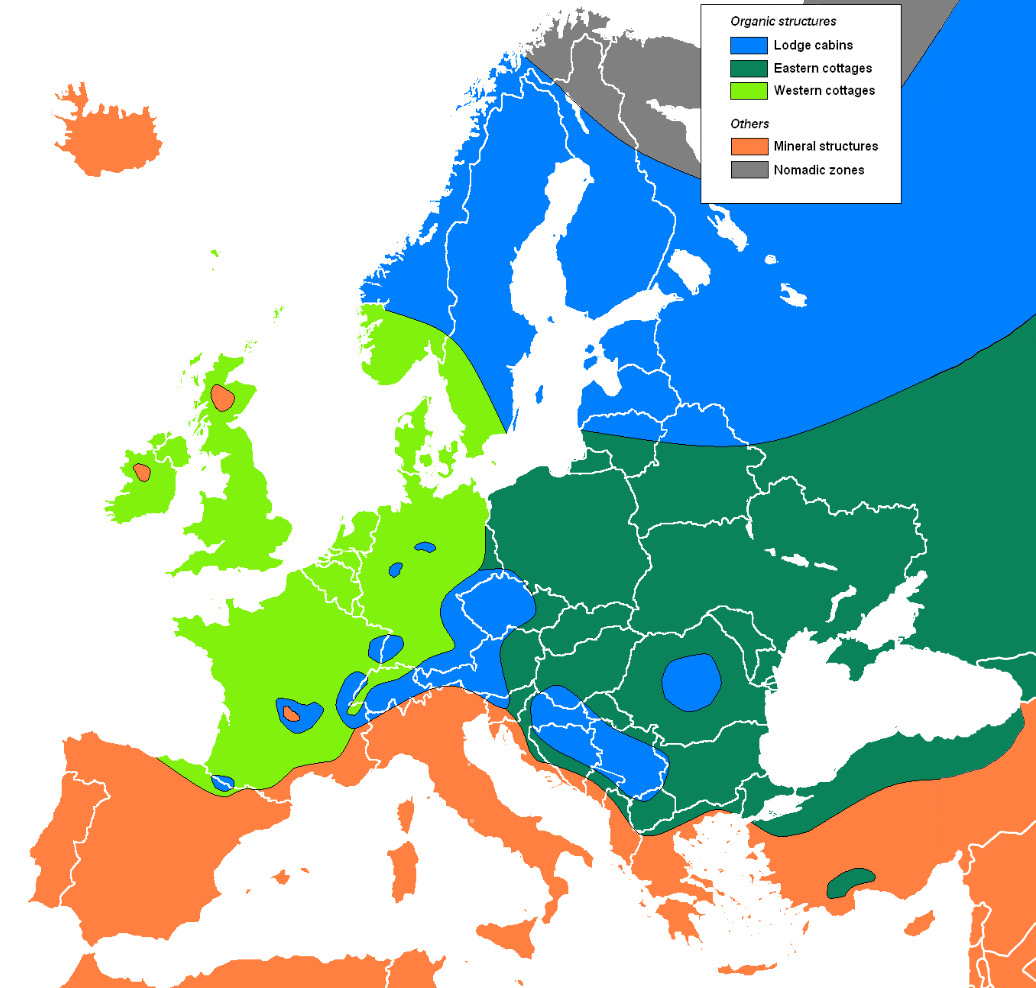
Mapa de los tipos de edificios utilizados en las granjas europeas

La arquitectura vernácula de los Cárpatos se basa en fuentes ambientales y culturales para crear diseños únicos.
La arquitectura vernácula se refiere a la arquitectura popular no profesional, incluida la de los campesinos. En los Cárpatos y las estribaciones circundantes, la madera y el barro son los principales materiales de construcción tradicionales.

## Efecto de la cultura y la religión

### Cristianismo oriental

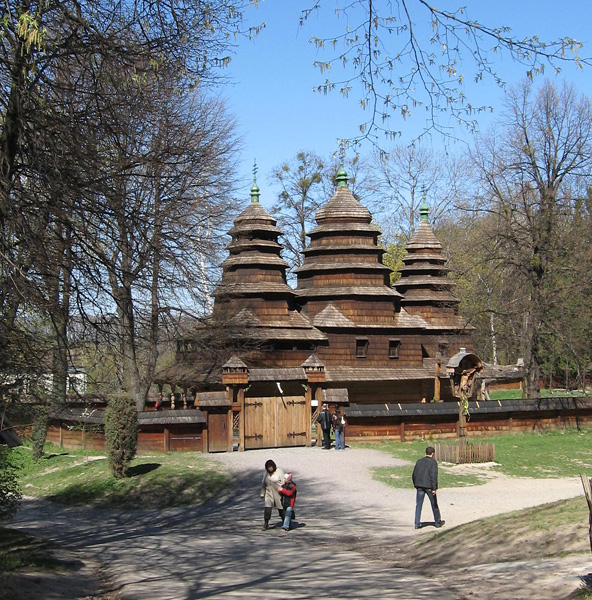
La iglesia de Kryvka (en exhibición en el Museo de Arquitectura y Cultura Popular de Lviv en Lviv, Ucrania) era originaria del distrito de Turka, en el territorio etnográfico del pueblo boyko. Su diseño tripartito y abovedado y su construcción de madera son representativos del estilo regional.

Debido a que la mayoría de los ucranianos, rusos y rumanos son cristianos orientales, sus técnicas de construcción han incorporado tradicionalmente consideraciones religiosas en sus edificios que son distintas de sus vecinos cristianos y judíos occidentales.
En primer lugar, todas las iglesias se dividen en tres partes (el nártex, la nave y el santuario ) e incluyen un iconostasio (una pared de iconos). La forma exterior es a menudo cruciforme (en forma de cruz), pero siempre incluirá una cúpula central y, a menudo, varias otras cúpulas. Los feligreses miran hacia el este durante el culto y no hay bancos .
La puerta principal y las ventanas de la casa están orientadas al sur (como en el diseño solar pasivo ), y los íconos y otra parafernalia religiosa se muestran en una esquina de íconos, generalmente en la pared este.

### Judaísmo
Las sinagogas de Europa Central y Oriental se caracterizan por su diseño único de madera.

## Materiales y técnicas

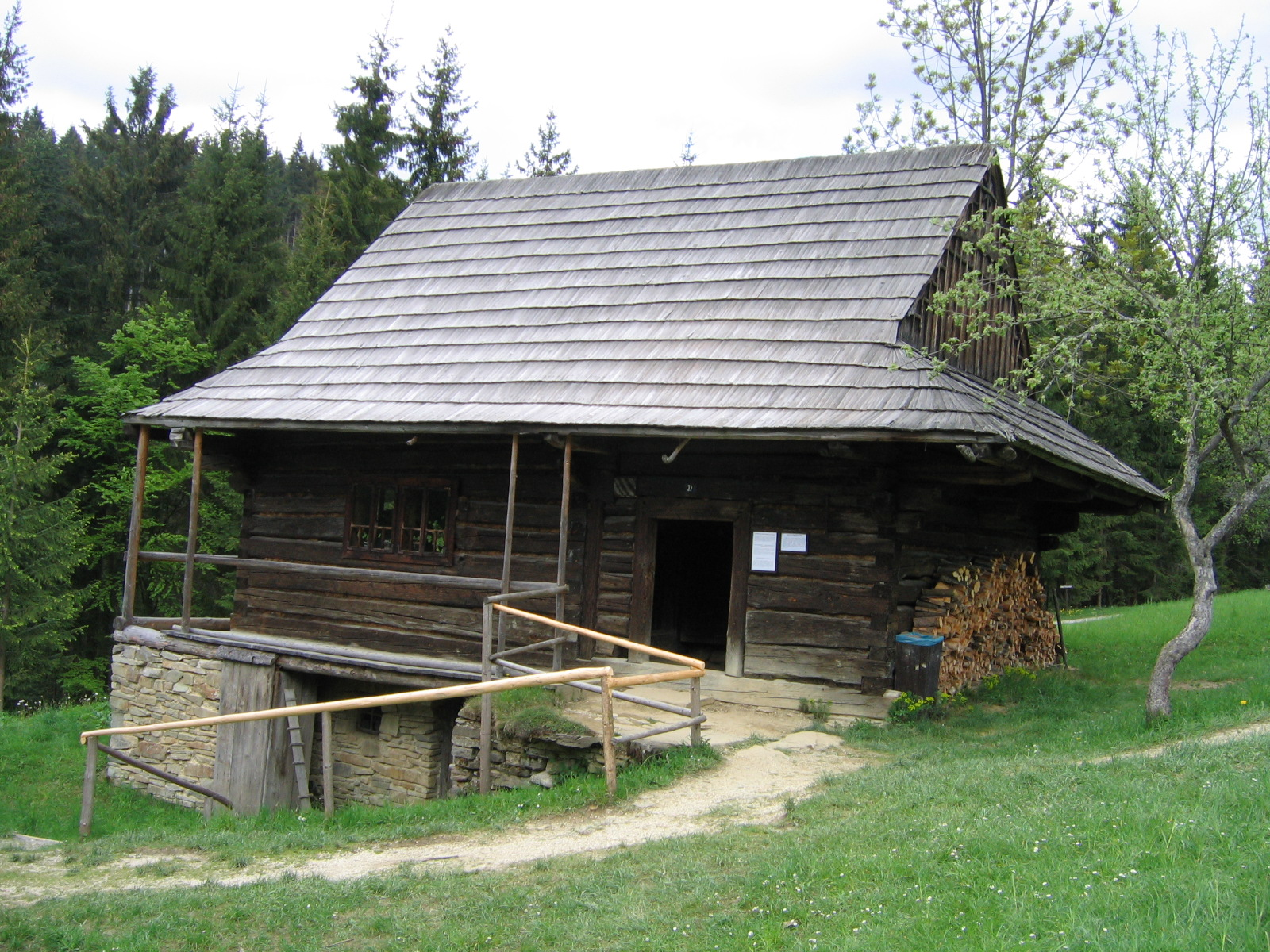
Una cabaña de madera de un museo al aire libre en la región eslovaca de Kysuce. Esta región de estribaciones limita con dos subcárpatos, los Montes Arce al oeste y los Beskides de Moravia-Silesia al norte. Los fríos inviernos nevados y la relativa abundancia de madera se combinan para dar lugar a la construcción de muros de troncos y tablones de madera.

Los detalles varían de una localidad a otra, pero la mayoría de las casas de esta zona han sido tradicionalmente de planta rectangular de un solo piso; una o dos habitaciones; una chimenea central; un tejado a dos o cuatro aguas; y exteriores enlucidos y encalados.
Los materiales utilizados eran los que podían conseguirse localmente, como madera (normalmente roble), barro, paja, piedra de campo, cal y estiércol. Los tejados de las zonas densamente arboladas y montañosas solían revestirse con tejas o tablillas de madera, mientras que en las zonas más llanas y abiertas se ha utilizado tradicionalmente paja de centeno.
A finales del siglo XIX predominaban dos tipos de construcción: la construcción horizontal con troncos y la construcción con armazón y relleno. Los muros de troncos eran habituales en las zonas donde se disponía de madera. En los lugares donde la madera era muy escasa o donde la escasez de madera era extrema, también se utilizaban técnicas de construcción de postes y alféizares, o de barro.
Para la construcción de troncos horizontales, es necesario hacer muescas en los troncos para que se mantengan unidos. La muesca simple en forma de silla de montar es la más fácil y, por tanto, la más común. La cola de milano es utilizada por personas con más experiencia en el trabajo de la madera.

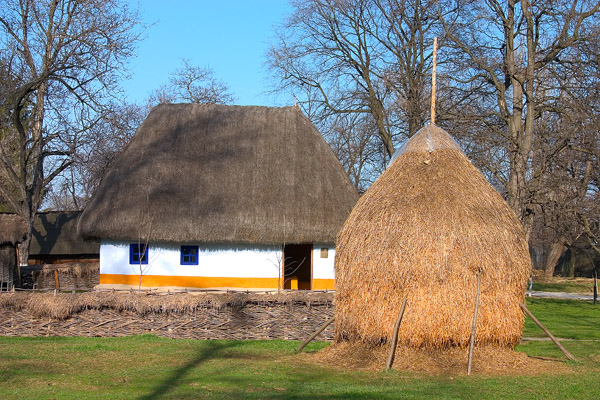
Una casa con techo de paja y paredes de yeso encalado del Museo Nacional de la Aldea Dimitrie Gusti en Bucarest, Rumania. El uso de yeso y paja sugiere que no proviene de las tierras altas de los Cárpatos propiamente dichos, sino de un valle o llanura cercana.

Muchos pueblos de esta zona enlucen sus casas de madera por dentro y por fuera para evitar la humedad, mejorar el aislamiento, ocultar las imperfecciones de la construcción y por valor estético en general. El enlucido tradicional está hecho de arcilla, agua, estiércol y paja. Se aplican varias capas para crear un acabado liso, y luego se recubre con cal y agua para producir un agradable color blanco y proteger la arcilla de la lluvia.
Los tejados de paja son tradicionales, pero su popularidad ha disminuido desde hace más de un siglo porque pueden suponer un riesgo de incendio. Los suelos de tierra son habituales, y se endurecen lavándolos con una mezcla de estiércol, aunque se prefieren los de madera.
Normalmente, la pared larga de una casa mide entre 7,9 y 9,1 metros, y la pared lateral entre 3,7 y 5,2 metros. El centro de la casa está dominado por un horno tradicional de barro (en ucraniano: pich o pietz)

## Patrimonio de la Humanidad
- Iglesias de madera de Ucrania
- Iglesias de madera de Maramureş
- Iglesias de madera de los Cárpatos
- Iglesias de madera del sur de la Pequeña Polonia
- Estilo arquitectónico de Zakopane